# احتجاجات يوم المرأة العالمي في طهران 1979

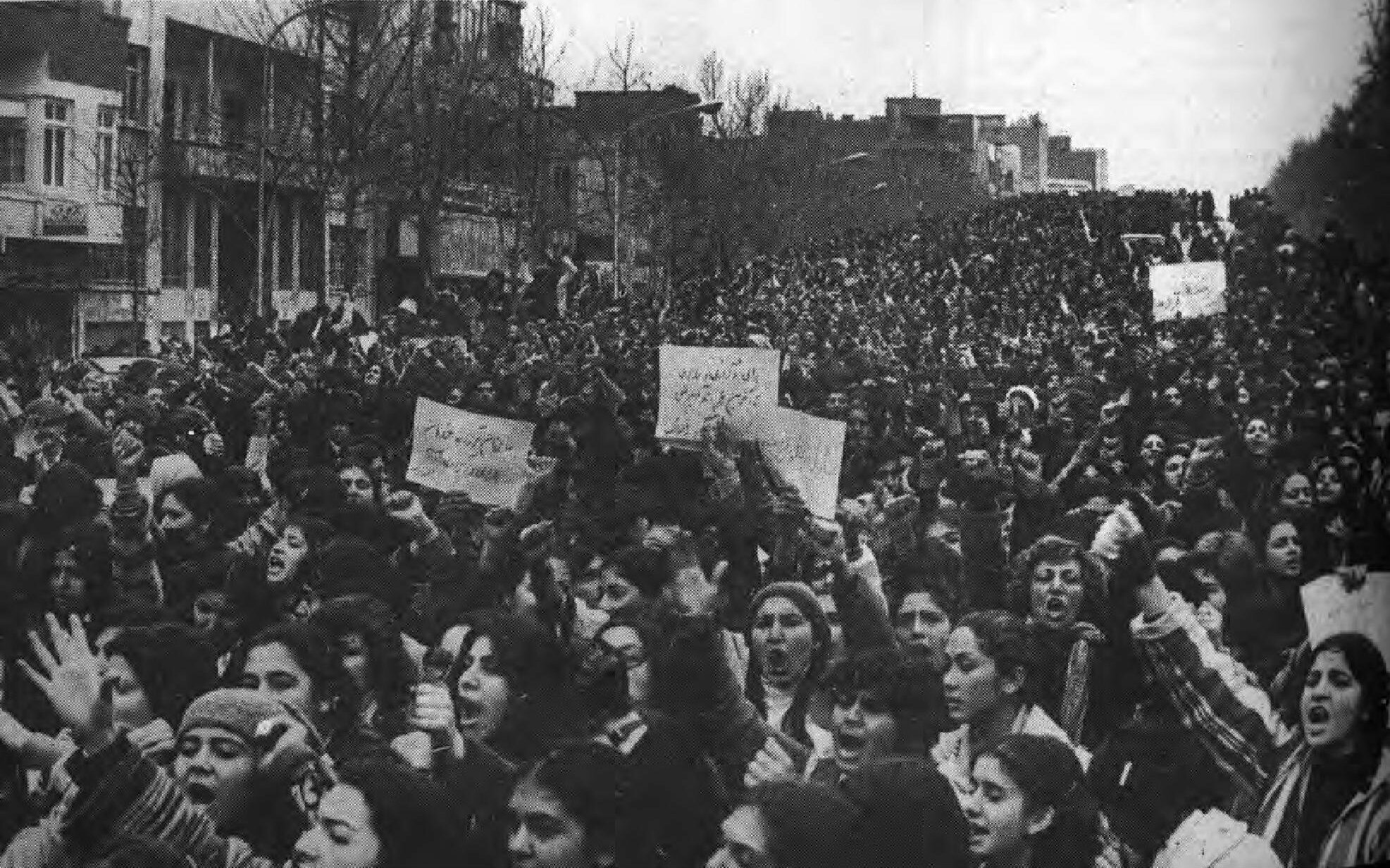
احتجاجات يوم المرأة العالمي في طهران عام 1979.

تعبّر احتجاجات يوم المرأة العالمي لعام 1979 عن المسيرة النسائية التي خرجت في طهران في يوم المرأة العالمي في 8 مارس عام 1979. كان الهدف من المسيرة في الأصل الاحتفال باليوم العالمي للمرأة، لكنها تحولت إلى احتجاجات حاشدة ضد التغييرات التي طرأت على حقوق المرأة خلال الثورة الإيرانية، وتحديدًا إدخال الحجاب الإلزامي، والذي أُعلن عنه في اليوم السابق. استمرت الاحتجاجات لمدة ستة أيام، من 8 مارس إلى 14 مارس 1979، بمشاركة آلاف النساء.

## خلفية
أُلغي الحجاب خلال ما سُمي كشف الحجاب لعام 1936، وحُظر الحجاب لخمس سنوات. تمتعت المرأة بحرية ارتداء الملابس التي تشاء في عهد محمد رضا بهلوي من عام 1941 فصاعدًا. واعتُبر التشادر في ظل نظامه إشارة إلى التخلف، ومؤشرًا على الانتماء لطبقات متدنية. افتُرض أن النساء المحجبات ينتمين إلى عائلات دينية محافظة، مع تعليم محدود، بينما افتُرض أن النساء غير المحجبات كنّ من الطبقة العليا أو المتوسطة المتعلمة والمهنية.
أصبح الحجاب رمزًا سياسيًا خلال سبعينيات القرن العشرين. اعتبر التقليديون المحافظون الحجاب علامة على الفضيلة، لذا اعتُبرت النساء غير المحجبات مخالفات لذلك. نُظر إلى النساء غير المحجبات من قبل بعض جماعات المعارضة كرمز لاستعمار الثقافة الغربية، واعتُبر كتاب غرب زدكي منوّهًا «للثقافة الغربية الفاسدة» وتقويض المفهوم التقليدي «لأخلاق المجتمع»، واعتُبرت «الدمى البرجوازية» ذوات الملابس المبالغ بها من اللاتي فقدن شرفهن. اعتبر البهلويون الحجاب بمثابة رفض لسياسة التحديث الخاصة بهم، لذا- خلال حكمهم وخلال الثورة الإيرانية- ارتدت العديد من النساء المنتميات للمعارضة الحجاب حتى عندما لم يكنّ محافظات، وعُدّ منذ ذلك الحين رمزّا للمعارضة ضد القصر البهلوي.
ارتدت معظم النساء المشاركات في الاحتجاجات الجماهيرية التي أدت إلى الثورة الحجاب، وتعرضت النساء اللاتي ظهرن دون الحجاب للمضايقة من قبل الثوار الأصوليين أغلب الأحيان. لم يصدر أي قانون رسمي يفرض ارتداء الحجاب بعد الثورة مباشرة، ولكن بما أن النساء غير المحجبات كثيرًا ما تعرضن للمضايقة والضغط، لجأت الكثير منهن إلى ارتداء الحجاب لتجنب المضايقات.

أصدر آية الله الخميني في 7 مارس مرسومًا إلزاميًا بالحجاب على جميع النساء في أماكن عملهن، وأصدر مرسومًا يقضي بعدم دخول المرأة مكان عملها أو مكتب حكومي وهي مكشوفة، والذي وصفها بكلمة «عارية»:
«على المرأة ألا تظهر عارية في الوزارات الإسلامية. باستطاعتها التواجد طالما ترتدي الحجاب، ولن تواجه أي عوائق في العمل طالما تتقيد بالحجاب الإسلامي».
لم تتوقع النساء غير المحافظات واللاتي ارتدين الحجاب كرمز للمعارضة خلال الثورة أن يصبح الحجاب إلزاميًا، وعندما أصبح مرسوم الحجاب الإلزامي معروفًا، قوبل بالاحتجاجات والمعارضة، لا سيما من قبل النساء الليبراليات واليساريات.
تلقّى الكثيرون ممن خاضوا الثورة مرسوم الحجاب كدليل على إقصاء النساء، والذي عبرت عنه شخصية من قادة الاحتجاج «بالعودة إلى الإذلال»، إذ خافت النساء أن يفقدن الحقوق المدنية التي اكتسبنها في عهد الشاه.

## الاحتجاجات
في صباح 8 مارس، تجمعت عشرات الآلاف من النساء خارج مكتب رئيس الوزراء الجديد في طهران، وانطلقت 3000 امرأة أخرى للاحتجاج في مدينة قُم الدينية، التي كانت مقر إقامة آية الله الخميني. ظهرت المتظاهرات مكشوفات الرأس. هتفت النساء في الاحتجاجات ضد محاولات تقييد حقوقهن، واستخدمن شعارات مثل «لم نخض الثورة لنتراجع» وقالت إحدى المتظاهرات «لم يكن هناك شك في أذهاننا أن هذه هي الخطوة الأولى لقمعنا، وعلينا أن نقف في وجهها كنساء وثوريات» واستُخدم شعار آخر مثل «في بواكير الحرية، تُفتقد الحرية».
قال المتظاهرون إن العديد من النشطاء المسلمين اعتبروا النساء غير المحجبات «نجسات» لأنهن أخذن تصريحات آية الله حرفيًا. قال أحد المتظاهرين: «إذا ألقى بوّاب باذنجان عليكن عند دخولكن مكتب حكومي، فهو خطأ البوّاب، وليس خطأ الإمام الخميني». وقالت أخريات: «يمكنهم التوضيح ومحاولة استرضاءنا كما يريدون، إلى أن تنادي الثورة بحق النساء في ارتداء ملابس عصرية، وكسب أجر لائق، والحصول على وظائف جيدة، وليس الرضوخ والانحناء، وإلا سنتعرض للمضايقات منذ اللحظة التي نغادر فيها منازلنا».
شكل المؤيدون الذكور سلاسل بشرية على جانبي المتظاهرات من النساء لحمايتهن، إلا أنها لم تدم في عدة مواقف، وتعرض بعض المتظاهرين للاعتداء.
قُيّد رجال الميليشيات بحسب ما رود، وأُطلق النار في الهواء عندما اقتربت النساء والمتظاهرين المناوئين من الاصطدام. تعرضت المتظاهرات لهجوم في الشوارع من قبل حشود من المتظاهرين المناوئين بالسكاكين والحجارة والطوب والزجاج المكسور. وكان المتفرجون والنساء المحجبات بالتشادر يصرخون على المتظاهرات.
استولى 15000 متظاهر على قصر العدل واعتصموا لمدة ثلاث ساعات خلال إحدى المظاهرات. وقرأ المتظاهرون قائمة بثمانية مطالب تضمنت حق اختيار اللباس، والمساواة في الحقوق المدنية مع الرجل، وإلغاء التمييز في الحقوق السياسية والاجتماعية والاقتصادية، وضمان الأمن الكامل لحقوق وحريات المرأة القانونية.

## ردود الفعل في إيران
حاولت الحكومة والقادة الإسلاميون تهدئة الاحتجاجات. ورد مساعدو آية الله على الاحتجاجات بالقول إنه دعا فقط إلى ارتداء «رداء محتشم». أدى التصريح الذي أدلى به محمود طالقاني من الحكومة، والذي أكد للجمهور أن الحجاب لن يُفرض، بل شُجع فقط عليه، إلى تهدئة الاحتجاجات.

## ردود الفعل الدولية
أدت الاحتجاجات إلى تضامن النسويات في الخارج. اتحدت نسويات من ألمانيا وفرنسا ومصر وعدد من الدول الأخرى لتشكيل لجنة تضامن. أُرسل وفد تضامن من قبل اللجنة الدولية لحقوق المرأة (اسم آخر للجنة التضامن) برئاسة سيمون دي بوفوار.

وشاركت في الاحتجاجات الناشطة النسوية الأمريكية كيت ميليت، التي دعتها ناشطات طلابية للحضور. قالت ميليت: 
«أنا هنا لأنه مقدّر أن أكون هنا» وأضافت «هنا عين العاصفة، والنساء في جميع أنحاء العالم ينظرن إلينا. إنه ركن بأكمله، العالم الإسلامي، المكان الذي اعتقدنا أنه سيكون من الصعب الوصول إليه، انظروا فقط إليه!».
أُنتج فيلم وثائقي مدته 12 دقيقة عن الاحتجاجات من قبل المجموعة النسوية الفرنسية، التحليل النفسي والسياسة، التي حضرت المسيرة أثناء توثيق ما شاهدوه. يبقى الفيلم الوثائقي هو الفيلم الوحيد الموجود ليوثق لتلك الأحداث.

## النتائج وما بعدها
أدت الاحتجاجات إلى تراجع مؤقت عن مرسوم إلزامية الحجاب. وعندما أُقصي اليسار والليبراليين، وأمّن المحافظون السيطرة الانفرادية، فُرض الحجاب على جميع النساء. بدأ ذلك مع «أسلمة المكاتب» في يوليو 1980، عندما مُنعت النساء غير المحجبات من دخول المكاتب الحكومية والمباني العامة، ومُنعن من الظهور في مكان عملهن غير محجبات تحت خطر التعرض للفصل. كما هاجم الثوار النساء غير المحجبات في الشوارع.
صدر مرسوم إلزامي بالحجاب في الأماكن العامة في يوليو 1981، تبعه في عام 1983 قانون العقوبة الإسلامية الذي أدخل العقوبة البدنية على النساء غير المحجبات: «النساء اللائي يظهرن في الأماكن العامة بدون حجاب يُحكم عليهن بالجلد حتى 74 جلدة».